# Vaino Vahing

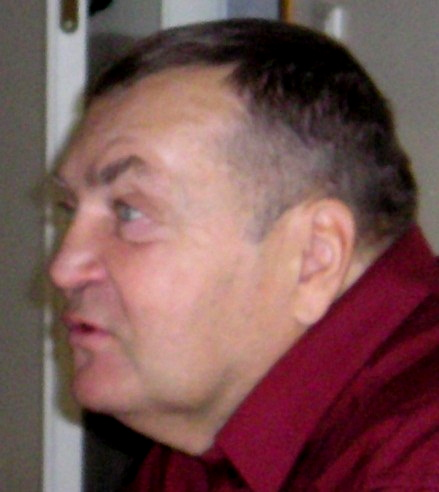
Vaino Vahing, 2006

Vaino Vahing (* 15. Februar 1940 im Dorf Aravu, Landgemeinde Meeksi, Estland; † 23. März 2008 in Tartu, Estland) war ein estnischer Schriftsteller und Psychiater.

## Leben und Werk
Vaino Vahing schloss 1961 sein Studium an der Medizinischen Fakultät der Staatlichen Universität Tartu (estnisch Tartu Riiklik Ülikool) ab. 1971 promovierte er in Medizin zum Kandidaten der Wissenschaft. Von 1963 bis 1965 war Vahin in einem Krankenhaus in Jämejala und ab 1967 in einer Klinik in Tartu beschäftigt. Von 1975 bis 1981 unterrichtete er an der Staatlichen Universität Tartu als Dozent. Vahing war in zahlreichen Kriminalprozessen als Gerichtspsychiater vertreten. 
Vaino Vahing ist einem größeren Publikum vor allem als Prosaschriftsteller und Dramatiker bekannt geworden. In seinen Werken spielt Vahings psychoanalytischer Hintergrund eine große Rolle. Der Mensch wird in seinem Verhalten durch das Unterbewusste beeinflusst.
Ab 1973 gehörte Vahing dem Estnischen Schriftstellerverband an. 1975 wurde ihm der Staatspreis der Estnischen SSR und 1982 der Friedebert-Tuglas-Preis verliehen. 1991 erhielt er den Jahrespreis Kultur und 1996 des Kulturpreis der Republik Estland.

## Werke (Auswahl)
- Lugu (Erzählung, 1970)
- Suvekool (Drama, 1972)
- Kaemus (Erzählungen, 1972)
- Sina (Erzählung, 1973)
- Mees, kes ei mahu kivile (Drama, 1974)
- Pulmad (Drama, 1976)
- Kirjanik (Novelle, 1979)
- Machiavelli kirjad tütrele (Novelle, 1979 und 1981)
- Testament (Drama, 1983)
- Faehlmann. Keskpäev. Õhtuselgus. (Drama, gemeinsam mit Madis Kõiv, 1984)
- Endspiel. Laskumine orgu (Roman, gemeinsam mit Madis Kõiv, 1988)
- E me ipso (Essays, 1990)
- Kaunimad jutud (Erzählungen, 1995)
- Vaimuhaiguse müüdi (Essays und Kritiken, 2005)
- Päevaraamat (Tagebücher, zwei Bände, 2006/2007)

## Privatleben
Vaino Vahing war mit der Schriftstellerin Maimu Berg und nach der Scheidung mit der Schauspielerin und Sängerin Heli Vahing verheiratet. Seine Tochter aus erster Ehe ist die Juristin Julia Laffranque, die heute Richterin am Estnischen Staatsgerichtshof (Riigikohus) ist.